# Nebrioporus canariensis
Nebrioporus canariensis là một loài bọ cánh cứng trong họ Bọ nước. Loài này được Bedel miêu tả khoa học năm 1881.